# Мурзина, Елена Анатольевна
Еле́на Анато́льевна Мурзина́ (род. 15 июня 1984 года, Свердловск) — российская спортсменка, заслуженный мастер спорта России (художественная гимнастика). В сборной России с 1998 года. Олимпийская чемпионка игр 2004 года (Афины, Греция). Чемпионка мира 2002 года (Новый Орлеан, США) и 2003 года (Будапешт, Венгрия), чемпионка Европы 2003 года (Риза, Германия) в групповых упражнениях.

## Биография
Родилась в Свердловске.
Воспитанница Московского городского физкультурно-спортивного объединения Москомспорта. На клубном уровне выступала за ЦСКА.
Окончила факультет физической культуры и спорта МПГУ, УрГЮА («Юриспруденция»).
Работала тренером-преподавателем по художественной гимнастике в СДЮШОР МГФСО (Москва).
Тренеры — заслуженные тренеры России И. А. Винер-Усманова, Т. А. Васильева, В. А. Иваницкая, Симаненкова И. В.
С 18 января 2018 года — президент Свердловской областной общественной физкультурно-спортивной организации «Федерация художественной гимнастики».

## Награды и звания
- Заслуженный мастер спорта России
- Медаль ордена «За заслуги перед Отечеством» II степени (2006) — За большой вклад в развитие физической культуры и спорта и высокие спортивные достижения[2].